# Балка безіменна (втрачений)
Ботанічний заказник місцевого значення «Балка безіменна» (втрачений) був оголошений рішенням Запорізького облвиконкому № 253 від 28.05.1980 року в межах полів № 1,2 КСП «Першотравневий» (Першотравневий район, Запорізька область). Площа — 6 га.
24 грудня 2002 року Запорізька обласна рада ухвалила рішення № 12 «Про внесення змін і доповнень до природно-заповідного фонду області», яким було ліквідовано 41 об'єкт ПЗФ.
Скасування статусу відбулось незаконно, із зазначенням сумнівної причини «не відповідає класифікації території ПЗФ України».